# Ellen de Bruin
Ellen de Bruin (Den Haag, 1970) is een Nederlands schrijfster en redacteur van NRC Handelsblad.
De Bruin studeerde psychologie en promoveerde in de sociale psychologie. Ze werkt voor NRC Handelsblad, waar ze enige tijd de "chef wetenschap" was. Voor haar roman Onder het ijs won ze in 2018 de Anton Wachterprijs. Van 2022 tot 2024 deed ze samen met Joke Mat de wekelijkse lunchinterviews voor NRC Handelsblad. In 2025 zond ze haar novelle ‘In blijde verwoesting’ in voor de wedstrijd voor het Boekenweekgeschenk die dat jaar werd gehouden en deze eindigde op de shortlist bestaande uit de beste zeven inzendingen (van de 149).